# Woltersdorf, Herzogtum Lauenburg
Woltersdorf là một đô thị thuộc huyện Lauenburg, trong bang Schleswig-Holstein, Đức. Đô thị Woltersdorf, Herzogtum Lauenburg có diện tích 7,9 km², dân số thời điểm ngày 31 tháng 12 năm 2006 là 275 người.